# Arxiu Municipal del districte de Sants-Montjuïc
L'Arxiu Municipal del Districte de Sants-Montjuïc (AMDS) és un arxiu de l'administració local constituït com l'organisme encarregat d'ingressar gestionar, custodiar i difondre els documents generats per l'administració municipal del districte; així com els derivats de les transferències de competències a favor del districte, els fons històrics de l'antic municipi de Sants i qualsevol fons que es consideri d'interès per la història del districte. Assumeix les funcions d'Arxiu Administratiu i Arxiu històric del districte de Sants-Montjuïc.

## Història
L'arxiu Històric de Sants es fundà l'any 1931 en el si del Club Excursionista de Sants com a resposta a l'estat d'opinió que s'havia creat davant la possible pèrdua dels referents històrics dels antics pobles agregats a Barcelona a finals del segle xix.
La Unió Excursionista de Catalunya de Sants fou hereva d'aquesta proposta i juntament amb els veïns s'inicià una tasca de custòdia, recerca i aportació de dades i documents sobre la història del districte.
Durant el franquisme es va frenar l'activitat a l'arxiu fins als primers anys de la Transició que s'utilitzaren els fons documentals de l'arxiu per argumentar les demandes veïnals. L'ús dels fons documentals provocà que les associacions de veïns incorporessin a les seves reivindicacions el manteniment, la dignificació i la potenciació dels arxius de barri.
La Unió Excursionista de Catalunya va adonar-se que no podia mantenir l'arxiu com a servei públic, i després de llargues jornades de debats interns es decidí a transferir la custòdia dels fons a l'Arxiu de la ciutat de Barcelona. Cal destacar el paper d'Anselm Cartañà i Gómez, que va liderar durant tota la dècada de 1980 la cessió dels fons documentals i va ser el gran difusor de la història dels nostres barris. Per la seva activitat pública, el 1992 va ser nomenat Archiver honorari, el 1997 se li atorgà la Medalla d'Honor de la Ciutat i el 2013 es va batejar la sala de conferencies amb el seu nom.
El 1987, el regidor president del Consell Municipal del Districte, Josep Espinàs i el president de la UEC Sants Francesc Miralles, van signar l'acord de cessió dels fons documentals de l'Arxiu històric de Sants a l'Ajuntament a canvi d'una instal·lació adequada i un funcionament públic com a arxiu municipal. Amb l'aprovació l'any 1991 de la instrucció relativa als arxius municipals de districte es donà forma a aquest servei.
Per altra banda l'any 1979, l'Ajuntament de Barcelona inicià una política de descentralització administrativa, el 1984 la ciutat es divideix en deu districtes i s'inicià un seguit de transferències de les àrees centrals cap als districtes. Calia la construcció d'un arxiu que custodiés tant la documentació transferida com aquella generada pels Consells Municipals.

## Instal·lacions
L'arxiu es troba a la seu del districte al carrer de la Creu Coberta, 104-106. Antigament estava distribuït en dues dependències aïllades que s'identifiquen com Secció Històrica, ubicada a la Torre del Rellotge de la plaça Benet i Moixí, i com a Secció Administrativa, situada a la mateixa seu del districte.

## Fons

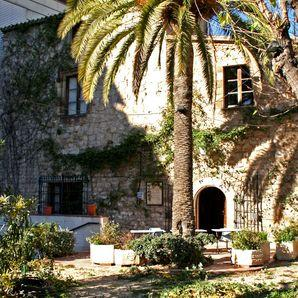
Casa del Rellotge, antiga seu de l'arxiu històric

Les dates extremes dels fons són 1697-2009. Als dipòsits de la Creu Coberta es custodia la documentació provinent de les antigues tinències d'alcaldia, de les juntes i consells municipals dels antics districtes II i VII, la generada pels Consells Municipals del Districte III Sants Montjuïc i tota aquella transferida de les àrees centrals. Consta també d'una biblioteca que reuneix obres de tipus jurídic i normatiu relacionades amb l'administració. A l'hemeroteca s'hi conserven els tres últims anys del BOE, BOP, DOGC i la Gaseta Municipal.
El fons de l'antic municipi de Sants conté: els fons Patrimonials i d'Institucions, els fons audiovisuals, els fons gràfics, la biblioteca i l'hemeroteca.
Els fons patrimonials i d'institucions són de gran riquesa de més de 400 entitats, gairebé trenta empreses comercials i fabrils i més de 130 fons personals de personalitats destacades de la història local del districte.
L'arxiu fotogràfic conté més de 50.000 unitats documentals que corresponen a imatges dels segles xix i xx.
Els fons gràfics i cartogràfics inclouen cartells i plànols dels diversos territoris del districte, també es conserven col·leccions factícies com la publicitat comercial, calendaris, butlletes de rifa o estampes religioses.
La biblioteca està formada per obres de temàtica general, de geografia i història de Barcelona i publicacions referents als barris del districte, fent relevancia als llibres referents al districte.
L'hemeroteca a més a més de publicacions municipals conserva publicacions en sèrie editades per entitats i associacions antigues i actuals.

### Quadre de fons
1. fons municipal
  1. Antic municipi de Sants (1814-1897)
  2. Tinència d'alcaldia del districte d'Hostafrancs.
  3. Fons de l'antiga Tinència de Districte i Junta Municipal del districte II (1941-1979)
  4. Fons procedents de l'antiga tinència de Districte i Junta Municipal del Districte VII (1945-1979)
  5. Diversos
2. fons patrimonial i d'institucions
  1. Patrimonials (1697-1987)
  2. Entitats i associacions (1844-2000)
  3. Festes majors, homenatges i Jocs Florals (1905-2000)
  4. Empreses i comerços (1872-1928)
3. fons audiovisuals: fotografia
  1. Topografia
  2. Iconografia
  3. temes
  4. Crònica
  5. Objectes Tridimensionals
4. fons gràfic i cartogràfic
  1. Cartells
  2. Plànols (1837-1990)
5. biblioteca auxiliar
6. hemeroteca

## Instruments de descripció
L'arxiu posa a disposició dels usuaris diversos instruments de descripció: fitxers de referència per a la documentació històrica del districte, una guia topogràfica per la documentació administrativa i la guia del Fons de l'antic municipi de Sants.
Amb la intenció d'unificar els diversos instruments de descripció citats anteriorment, van publicar la Guia-Inventari de l'Arxiu Municipal del districte de Sants-Montjuïc.
Durant el 2009 es va iniciar la descripció de la documentació del Fons Municipal Contemporani a l'aplicació informàtica Albalà. La tasca de descripció forma part d'un projecte compartit amb tots els arxius de districte de Barcelona per fer un catàleg comú consultable des de la pàgina web de l'Arxiu Municipal de Barcelona.

## Serveis
L'arxiu és de lliure accés per a tots aquells ciutadans que vulguin consultar la seva documentació. És també funció de l'arxiu vetllar per la recuperació del patrimoni documental d'interès històric generat per persones físiques] o jurídiques, entitats i associacions locals: així com localitzar els fons referents al districte custodiats per altres institucions amb la finalitat de posar-los a l'abast dels historiadors i els investigadors.
El Consell Assessor de l'arxiu constituït el 1992 pel mateix Consell Municipal i algunes entitats de la vida cultural del districte van impulsar un ampli programa d'activitats de recuperació i difusió de la documentació generada pel teixit social del districte.
Es dissenyà una sèrie e d'activitats pedagògiques com visites guiades i itineraris al voltant de la història dels barris que integren el districte.
En aquesta línia l'any 1997 en commemoració dels 100 anys d'agregació del poble de Sants a la ciutat de Barcelona l'arxiu va organitzar el Primer Col·loqui d'Història Local de Sants Montjuïc.
Com a eina de difusió l'arxiu edita dues col·leccions pròpies: la col·lecció “Quaderns” i la col·lecció “Conèixer el Districte de Sants-Montjuïc”. També es coordinen des de l'arxiu les publicacions de divulgació històrica que edita el Consell Municipal del Districte de Sants-Montjuïc.
L'Arxiu també proporciona assessorament tècnic i suport a diverses entitats i associacions del districte. En aquesta línia s'ha assessorat a la parròquia de Sant Medir en l'organització del seu fons i al Secretariat d'Entitats de Sants, Hostafrancs i la Bordeta per a la correcta identificació de tipologies documentals.